# Music in Twelve Parts
Music in Twelve Parts est une œuvre musicale de Philip Glass composée entre 1971 et 1974 pour un ensemble concertant et voix. Cette composition est devenue une œuvre essentielle de la musique minimaliste.

## Historique
Music in Twelve Parts était initialement constituée du seul premier mouvement d'une durée de vingt minutes, structuré en douze voix de contrepoints harmoniques constituant les Parts. Lors de l'exécution de cette pièce le 16 avril 1971 à l'Université Yale, Philip Glass reçoit le commentaire d'une amie dans l'audience qui se demande quelles sont les onze autres parties de l'œuvre. Amusé par l'incompréhension de l'auditrice, Philip Glass décide de composer les 11 autres sections durant les trois années suivantes et d'en donner ponctuellement l'exécution, dans leur ordre d'écriture, au 10, Bleecker Street à New York ou dans une galerie d'art contemporain de SoHo.
La première mondiale de l'œuvre complète a lieu le 1er juin 1974 au Town Hall de New York.

## Structure
Music in Twelve Parts est écrite pour six claviers, trois instruments à vent et trois voix. Elle est constituée de douze sections :
1. Part 1 (env. 18 min)
2. Part 2 (env. 19 min)
3. Part 3 (env. 13 min)
4. Part 4 (env. 17 min)
5. Part 5 (env. 23 min)
6. Part 6 (env. 14 min)
7. Part 7 (env. 20 min)
8. Part 8 (env. 18 min)
9. Part 9 (env. 12 min)
10. Part 10 (env. 17 min)
11. Part 11 (env. 14 min)
12. Part 12 (env. 18 min)

L'exécution intégrale de l'œuvre dure environ 3 h 30 min à 4 h, mais peut lors de certaines représentations durer jusqu'à 6 heures. Glass recommande des intervalles adaptés lors de sa représentation.

## Enregistrements
- Music in Twelve Parts, par le Philip Glass Ensemble, Nonesuch Records, 1996.